# ギャップス
有限会社ギャップス（GAPS INC.）は、かつて存在したナグザット（後の加賀テック株式会社）の系列会社。1994年1月設立。大阪市西区に本社があった。

## ゲーム作品
- 初段位認定 初段プロ麻雀 （1995年4月28日発売 SFC）
- 小島武夫 麻雀帝王 （1996年8月30日発売 PS）
- アイルトン セナ カートデュエル （1996年9月13日発売 PS）
- アイルトン セナ カートデュエル 2 （1997年11月20日発売 PS）
- バーガーバーガー （1997年11月27日発売 PS）
- 灘麻太郎 小島武夫の実践麻雀教室 GB（1998年12月25日発売）
- バーガーバーガー ポケット （1999年3月26日発売 GB）
- アイルトン セナ カートデュエル スペシャル （1999年4月28日発売 PS）
- バーガーバーガー 2 （1999年7月15日発売 PS）
- フレームガンナー（1999年稼働　AC）販売:テクモ
- 聖牌伝説 （2000年4月14日発売 GB）
- バーガーパラダイス インターナショナル （2000年4月21日発売 GB）
- コンビ麻雀 あわせうち WITH まぼろし月夜キャラクターズ （2000年6月1日発売 PS）
- ストライクジャガー　発売中止　（1998年春　PS）
- Boon Boon カブーン（ブンブンカブーン）発売中止（2000年10月26日発売予定 GB）
- THE遺産相続　発売中止（開発:アイオーン　AC）